# قانون (فیلم ۱۳۷۴)
قانون فیلمی به کارگردانی فرامرز قریبیان و نویسندگی محمود حسنی محصول سال ۱۳۷۴ است.

## خلاصه داستان
مفخم فردی که قاچاقچی بین‌المللی است، بار دیگر به ایران بازگشته تا محموله‌ای را با نظارت خود به خارج از کشور بفرستد. او این بار در یک معامله پنج میلیارد تومان شمش طلا از یک تاجر یهودی کلاهبرداری می‌کند. در این بین، سرگرد ملک که چند سال پیش همسرش را در راه دستگیری مفخم از دست داده، مأمور پرونده مفخم می‌شود تا به کمک سروان نصر او را به دام بیندازند. سروان ملک این بار با کمک یک نفوذی به نام چنگیز که در باند مفخم است، از محل اختفای آن‌ها و همچنین از محل انبار کالاهای قاچاق آگاه می‌شود. مفخم نیز امید پسر سرگرد ملک را به گروگان می‌گیرد ولی ملک با کمک نصر و سایر همکارانش در نیروی انتظامی بعد از نبردی سخت موفق می‌شوند مفخم و گروهش را نابود کنند.